# Rosalia Montmasson
Rosalia Montmasson (1823. január 12. – 1904. november 10.) olasz patrióta, forradalmár. Ő volt az egyetlen nő Giuseppe Garibaldi marsalai ezrek expedíciójában, ápolóként és katonaként is szolgált.

## Élete
Montmasson a mai Haute-Savoie megyében született, mely akkor a Szárd Királyság része volt. Földbirtokos gazda lányaként nagy családban nőtt fel, elemi oktatásban részesült. 15 éves koráig a földeken dolgozott, édesanyja halálát követően külföldön keresett munkát. Korai munkásévei nem ismertek, annyit tudni róla, hogy Marseille-ben, majd Torinóban élt. Megismerkedett a városról városra járó Francesco Crispivel, akinek élettársa lett. Egyes források szerint 1849-ben ismerkedtek meg, amikor Crispi Torinóban volt bebörtönözve, míg más források szerint már korábban találkozhattak Marseille-ben. Kapcsolatuk nem volt problémamentes, mert Crispi még kötődött egy korábbi szeretőjéhez, és egyszer házas is volt már, ennek ellenére Monstmasson követte a férfit Máltára.
A szigeten mindketten kapcsolatba kerültek az Itáliából politikai nézeteik miatt száműzött emberekkel. 1854-ben a pár összeházasodott, és útban Londonba megálltak meglátogatni Montmasson családját. Londonban hevesen kampányoltak Itália egyesítése mellett, Európába is elutaztak támogatókat keresni. Ebben az időszakban Montmasson üzeneteket, ellátmányt, fegyvereket csempészett be egyesítéspárti csoportok számára Itáliába.
1860-ban Montmasson Szicíliába utazott, hogy előkészítse Rosolino Pilo és Giuseppe Garibaldi érkezését, akik felkelést szerveztek a Bourbonok uralta Két Szicília Királysága ellen. Bejárta a vidéket, hogy támogatókat gyűjtsön a felkeléshez, majd még épp időben érkezett vissza Genovába, hogy a marsalai ezrek expedíciójában részt vegyen, egyedüli nőként. Fontos információkat tudott átadni Szicíliáról, ápolóként is dolgozott a hadjáratban, a calatafimi csata után az Angelo di Calatafimi (Calatafimi angyala) becenevet kapta.
Itália egyesítését követően férjével Torinóba, majd Firenzébe költözött, ahol kényelmes életet éltek. Az 1870-es évekre házasságuk megromlott, az asszony 1874-ben elköltözött, majd egy évvel később véget vetett kapcsolatának Crispivel. Évjáradékot kapott, bár a házasságot hivatalosan csak akkor bontották fel, amikor Crispi újranősült és bigámiával vádolták meg.
Montmasson csendes életet élt a Crispivel való szakítását követően, macskái társaságában, és hímzéssel foglalkozott. 1904 augusztusában agyvérzést kapott, amiből már nem épült fel,  Rómában érte a halál novemberben. Kérésére a marsalai ezrek vörös ingében temették el.

## Emlékezete
A szicíliai Riberában 2011-ben szobrot állítottak Rosalia Montmasson és Francesco Crispi emlékére.
2018-ban Maria Attanasio La Ragazza di Marsiglia („A marseilles-i lány”) címmel írt történelmi regényt Montmasson életéről, mellyel elnyerte az irodalmi Manzoni-díjat.

## Fordítás
- Ez a szócikk részben vagy egészben  a   Rose Montmasson című angol Wikipédia-szócikk fordításán alapul.  Az eredeti cikk szerkesztőit annak laptörténete sorolja fel. Ez a jelzés csupán a megfogalmazás eredetét és a szerzői jogokat jelzi, nem szolgál a cikkben szereplő információk forrásmegjelöléseként.